# Mertarivier
De Mertarivier (Zweeds: Mertajoki) is een rivier, die stroomt in de Zweedse  gemeente Pajala. De rivier ontstaat in een moerasgebied onder het stadje Pajala en stroomt naar het zuidoosten, om vervolgens noordoostwaarts te stromen en in het stadje zelf in te stromen in de Torne. Ze is 18 kilometer lang.